# Sàntons
Els sàntons (llatí Santones o Santoni, grec Σάντονες, Σάντονοι o Σάντωνες)) foren un poble gal de la Gàl·lia del sud-oest, o segons Claudi Ptolemeu d'Aquitània
Ptolemeu diu que la capital dels sàntons era Mediolanum Santonum. Segons Cèsar eren a la Gàl·lia Celta al nord del Garumna (Garona). Claudi Ptolemeu els situa entre els pictons i el bitúriges vivisques. Estrabó diu que la Garona desguassava a la mar entre els bitúriges vivisques i el sàntons i els situa a la vora de l'Atlàntic, amb els pictons al nord. Cèsar va aconseguir dels pictons i sàntons alguns vaixells per la seva lluita contra els vènets. A la revolta de Vercingetòrix els pictons i altres pobles no hi van participar, però els sàntons van enviar dotze mil homes al setge d'Alèsia.
Dels sàntons la regió va prendre el nom de Saintonge.